# Портрети батьків (картина Дюрера)
| |  | |
| Портрет Барбари Дюрер, уродженої Гольпер. Приписується Альбрехту Дюреру, бл. 1490. Дубова дошка, олія, 47 см x 36 см. Німецький національний музей (Gm 1160), Нюрнберг |  | Альбрехт Дюрер старший с чотками. Альбрехт Дюрер, бл. 1490. Дубова дошка, олія, 47.5 см × 39.5 см. Уффіці (Inv. 1086), Флоренція |

«Портрети батьків Дюрера» (або «Батьки Дюрера з чотками») — загальна назва двох невеликих портретів батьків німецького  художника Альбрехта Дюрера, написаних ним близько 1490 року. Портрети, що спочатку складали диптих, було розділено після 1588 року.

## Історія
Портрети Альбрехта Дюрера старшого (1427—1502) і Барбари Дюрер (бл. 1451—1514) було створено на початку 1490-х років. У цей час художник закінчив своє учнівство у Міхаеля Вогельмута і збирався, завершуючи свою освіту, здійснити подорож. Портрети відомі тим, що художник, не прикрашаючи вигляду своїх батьків, показав ознаки старіння людини. Автобіографічні нотатки Дюрера, які залишили відомості про нелегке життя батька і матері, свідчать про любов і повагу, які художник відчував до них. Портрети були створені Дюрером або для того, щоб показати майстерність художника батькам, або як подарунок, перед тим, як вирушити в поїздку для завершення навчання.
Портрет Дюрера старшого знаходиться в галереї Уффіці (Флоренція). Портрет Барбари Дюрер з 1925 року зберігається в Німецькому національному музеї (Нюрнберг). Зв'язок між двома роботами було встановлено 1977 року на підставі однакових розмірів картин, того, що вони обидві мають один інвентарний номер (19 — номер, під яким було зареєстровано диптих 1573/74 року в інвентарі Імґофа), схожості в композиційній побудові, колориті. Однак, можливо, що картина з Нюрнберга — рання копія втраченого оригіналу.
Портрет батька в цьому диптиху вважається роботою вищої якості і визнаний «свідченням дивовижної глибини психологізму» вісімнадцятирічного художника. На флорентійській картині погано зберігся оригінальний авторський живопис, вона піддавалася поновлениям. Портрет підписаний і датований з обох боків, це перший за часом підпис Дюрера монограмою AD. Проте, ймовірно, дати і монограма були додані пізніше, і, можливо, не самим Дюрером. На звороті портрета батька намальовано герби родин Дюрерів (відкриті двері — Дюрер старший народився в угорському селищі Ajtó, що німецькою означає «двері») і Хольперів (олень, значення герба неясне), під крилатим мавром у червоному вбранні.

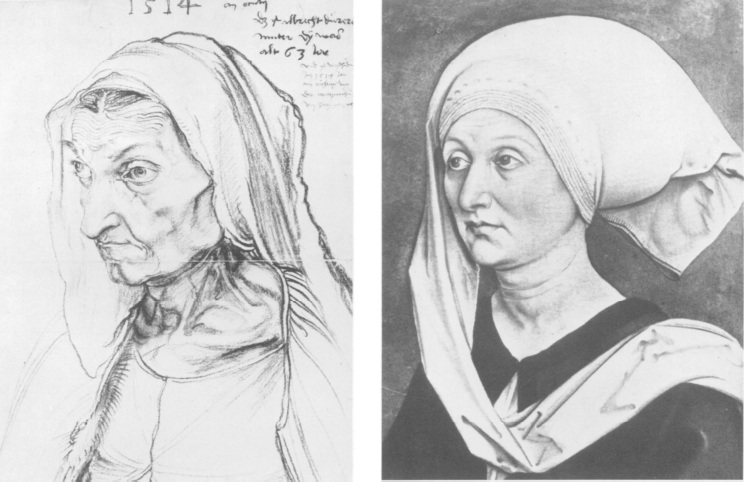
Портрети Барбари Дюрер 1514 року і 1490 року (перевернутий)

Барбара була дочкою нюрнберзького ювеліра Ієроніма Гольпера, у якого служив Дюрер старший. Двоє чоловіків подружилися, а пізніше сорокарічний Дюрер одружився з Барбарою, якій було 15 років. Подружжя, судячи з усього, жило у згоді. Приваблива, за свідченням сина, в молодості, до моменту написання портрета Барбара виглядала хворобливою жінкою віком за 40 років. Вона зображена в повороті три чверті на зеленому тлі. Наряд Барбари: червона сукня і білий головний убір одруженої жінки з довгим «хвостиком», перекинутим через плече, контрастує зі скромним темним костюмом чоловіка. Картина була обрізана зліва, при цьому порушено рівновагу композиції і видалена частина очіпка жінки.
До 1977 року анонімний жіночий портрет не пов'язувався з матір'ю Дюрера. Вперше таку гіпотезу висунула мистецтвознавиця Лотте Бранд Філіп. Дослідник життя і творчості Дюрера Федя Анцелевскі погодився з висновками Лотте Бранд Філіп, відзначивши схожість жінки на портреті з рисунком 1514 року — єдиним підписаним портретом Барбари Дюрер, де художник зобразив матір у віці 63 років. Порівнявши дзеркально відображений портрет 1490 року і малюнок 1514 Анцелевский визнав їх зображеннями однієї і тієї ж жінки.
Мистецтвознавець Юліан фон Фіркс зазначає, що Дюреру міг бути знайомий портрет графа Георга фон Левенштейна роботи Ганса Плейденвурфа через свого вчителя Міхаеля Вольгемута. Цей портрет, один з прикладів зображення літнього чоловіка, у свою чергу, ймовірно, створено під впливом портрета кардинала Нікколо Альбергаті (1438), приписуваного Ван Ейку.
За припущенням Анцелевскі, портрети, ймовірно, були розділені десь між 1588 і 1628 роком, можливо, для продажу портрета батька Дюрера імператору Священної Римської імперії Рудольфу II.